# The Knife
The Knife var en svensk electropopduo som bildades 1999 och bestod av syskonen Olof och Karin Dreijer. De två ligger även bakom skivbolaget Rabid Records. Karin Dreijer har tidigare varit sångare i Göteborgsbandet Honey is Cool.

## Historik
The Knife vann en Grammis som bästa grupp 2004, men bojkottade ceremonin genom att i stället skicka de två konstnärerna Fia-Stina Sandlund och Joanna Rytel från konstnärsgruppen Unfucked Pussy utklädda till gorillor med nummer 50 skrivet på dräkterna, som en protest mot den manliga dominansen inom musikindustrin. Gruppens skiva Deep Cuts var även nominerad för en Grammis som årets bästa skiva 2003, men det priset gick till Cardigans för albumet Long Gone Before Daylight.
Gruppen medverkar ytterst sällan i medier. När skivan Deep Cuts sålde guld (30 000 sålda exemplar) – vilket är mycket för ett band som inte är knutet till något stort skivbolag – väckte gruppen uppmärksamhet.
Gruppen har övergett sin tidigare policy att aldrig spela live. Första livespelningen gjordes på ICA i London våren 2005, och i samband med att gruppen 2006 släppte skivan Silent Shout, vilken hyllades unisont av recensenter och lyssnare, beslutade de sig för att göra fler spelningar, men med bilder av Andreas Nilsson som det dramatiska inslaget istället för gruppmedemmarna själva. 2006 genomförs livespelningar i London, New York, Lund, Berlin, Stockholm och Göteborg. Den första utomhus- och festivalspelningen genomfördes under Arvikafestivalen sommaren 2006. Dock skall tilläggas att the Knife väldigt sällan visar sina ansikten, i intervjuer får inga kort på dessa vara med, och under konserter har bandet ofta på sig masker av olika slag.
År 2007 nominerades gruppen till sex Grammisar. Nomineringarna gällde "Årets Album", "Årets Artist", "Årets Kompositör", "Årets Musik DVD", "Årets popgrupp" och "Årets Producent". The Knife vann alla sex nomineringar, vilket är rekord för en grupp i deras genre. Gruppen medverkade emellertid inte heller denna gång vid ceremonin. Istället hade de spelat in kortare videohälsningar: en i vilken två äldre kvinnor i obskyra masker meddelande att de inte planerat att närvara "vid kvällens festligheter", och en annan i vilken en yngre pojke med förvrängt utseende tackade för att "ni tycker om mig".
År 2010 släpptes skivan Tomorrow, In A Year tillsammans med Planningtorock och Mt. Sims. Musiken kommer från operan med samma namn som handlar om Charles Darwin.  

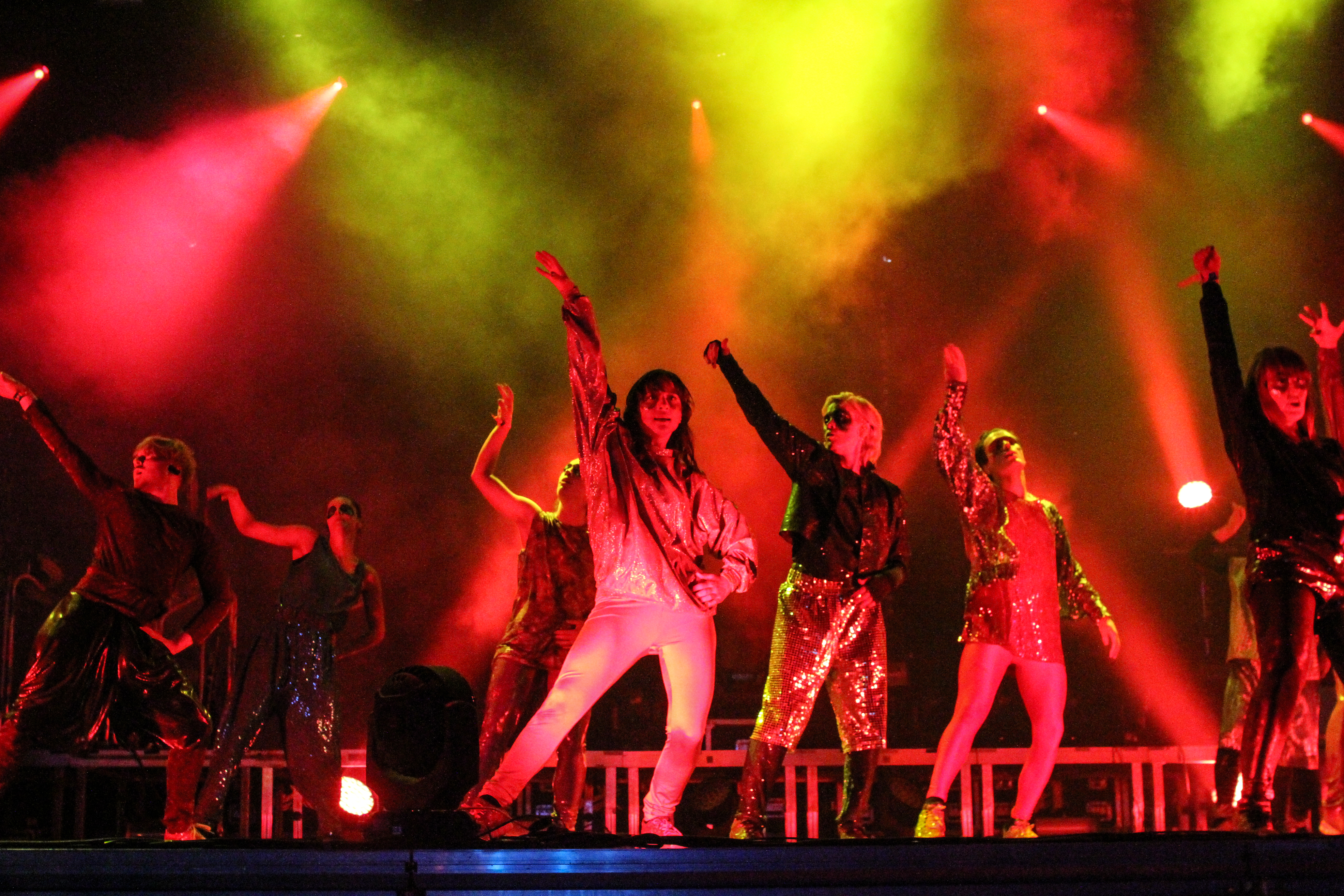
The Knife med danstrupp under Shaking the Habitual-turnén, Melt-festivalen i Tyskland 2013.

Sommaren innan riksdagsvalet 2010 skänkte duon 50 000 kronor till Feministiskt Initiativ, som de ansåg bedrev viktiga frågor.
I april 2013 släppte duon sitt första självständiga studioalbum sedan 2005. Skivan heter Shaking the Habitual och har ett omslag illustrerat av Liv Strömquist. Första singeln, Full of Fire, släpptes i januari 2013. 2014 tilldelades the Knife Nordic Music Prize för 2013 års bästa album.
Den 21 augusti 2014 meddelade The Knife att duon skulle upplösas efter "Shaking Habitual Show Tour" som avslutades 8 november 2014.

## Diskografi

### Album
- 2001 – The Knife
- 2003 – Deep Cuts
- 2006 – Silent Shout
- 2010 – Tomorrow, In a Year (tillsammans med Mt. Sims och Planningtorock)
- 2013 – Shaking The Habitual

### Singlar
- 2000 – Afraid of You
- 2001 – N.Y. Hotel
- 2002 – Got 2 Let U
- 2002 – Nedsvärtning
- 2002 – Heartbeats
- 2003 – You Take My Breath Away
- 2003 – Handy-Man
- 2004 – Pass This On
- 2006 – Silent Shout
- 2006 – Marble House
- 2006 – We Share Our Mothers Health
- 2006 – Like A Pen
- 2013 – Full Of Fire
- 2013 – A Tooth For An Eye

### Soundtrack
- 2003 – Hannah med H Soundtrack

### Samlingar
- 2004 – Rebell 10 år

### DVD
- 2006 – Silent Shout - An Audio Visual Experience

## Priser och utmärkelser
- 2004 – P3 Guld, Årets grupp[1]
- 2007 – P3 Guld, Årets dans[6]
- 2007 – P3 Guld, Årets grupp[6]
- 2009 – Spelmannen